# Tounj vára
Tounj vára (horvátul: Utvrda Tounj), várrom Horvátországban, a Hegyvidék és a Kordun határán fekvő Tounj területén.

## Fekvése
Tounj belterületének nyugati részén, az IGM kőbánya főkapujának közvetlen közelében találhatók maradványai. A várat a Krpelja-hegy alá építették, az alatta található tágas barlangból ered a Tounjčica-patak, mely Tržićtől keletre ömlik a Mrežnicába.

## Története
A várat a hagyomány szerint három család (Fumić, Juraić és Rebrović) építette, akik korábban abban a barlangban éltek, ahonnan a Tounjčica ered. Tounj várát 1481-ben „Thowi” néven említik először, amikor Frangepán István birtoka volt, majd 1550-ben a Zrínyiekkel történt birtokmegosztáskor is a Frangepánok birtokában maradt. 1558-ban a zárlat alá vételét végrehajtani hivatott bizottság üresen találta. 1576-ban adásvétellel a Zrínyiek birtoka lett, majd 1577-ben a katonai határőrvidékhez csatolták és helyőrséget helyeztek el benne.1579-ben Károlyváros erődjének megépítésével Tounj jelentősége is megnőtt, annak egyik előretolt erőssége lett. A török 1582-ben a szomszédos Szluint és környékét elpusztította, több kisebb várat pedig elfoglalt. Ennek hatására 1584-ben Tounj várát is megerősítették, felszerelését korszerűsítették. 1593-ban a Hrusztán boszniai bég Sziszek eleste után a tounji vár őrségén is rajtaütött, a várat elfoglalták és nagyrészt lerombolták, a települést felégették, kilencven lakost rabságba hurcoltak. 1609-ben a Frangepánok elérték a királynál, hogy utasítsa Erdődy Tamás horvát bánt a vár átadására, de őrsége ezt megtagadta. A 17. század végére a vár körüli település fokozatosan épült ki. 1746-ban a katonai határőrvidék átszervezésével a várat kiürítette a katonaság és járási hivatalt rendeztek be benne. 1773-ban a várban iskola is nyílott. A település és a vár 1809 és 1815 között francia megszállás alatt állt.

## A vár mai állapota
Tounj várának romjai jelenleg az IGM kőbánya ipari területén belül vannak. Az üzem főkapujának közvetlen közelében található maradványok és az állítólag az egykori vár kerektornyából kialakított kápolna az üzemi területre esik, jelenleg nem látogatható, állapota ismeretlen. Pieroni és Stier hadmérnökök alaprajza alapján a vár egykor téglalap alaprajzú volt, egyik sarkán egy erős lakótoronnyal. A lakótoronnyal szemközti sarokban volt még egy kisebb kör alakú torony is. Egy 1701-es alaprajz, még egy lakótoronyhoz épített épületet is ábrázol.